# Liste des sigles de l'AAR débutant par A
Pour un article plus général, voir Sigle de l'AAR.

## A
- AA   - Ann Arbor Railroad
- AAAX - AAA Warehouse Corporation; Shell Oil Products US
- AACX - Alaska Division of Agriculture
- AADX - Airco Alloys and Carbide
- AAEX - American Aniline and Extract Company
- AAKX - Amulco Asphalt Company
- AALX - Advanced Aromatics
- AAMX - Shippers' Car Line Division of ACF Industries; Arrendadora de Carros de Ferrocarril del Atlantico; Arrendadora de Carros de Ferrocarril
- AAR  - Association of American Railroads
- AATX - Ampacet Corporation
- AAX  - American Agricultural Chemical Company; Agrico Chemical Company
- AB   - Akron Barberton Cluster Railway
- ABB  - Akron and Barberton Belt Railroad
- ABBX - Abbott Labs
- ABC  - Atlanta, Birmingham and Coast Railroad
- ABCK - Alaska British Columbia Transportation Company
- ABCX - American Bitumuls Company; Merchants Despatch Transportation Corporation; Falcon Coal Company; Tennessee Valley Authority
- ABEX - Abbey Chemical Corporation; CPS Processing Corporation; CPS Chemical Company; Abbey Chemical Corporation
- ABGX - American Black Granite Company
- ABIX - Anheuser-Busch
- ABL  - Alameda Belt Line
- ABLX - American Refrigerator Transit Company
- ABM  - Texas and Pacific Railway; Missouri Pacific Railroad
- ABMX - Albers Brothers Milling Company
- ABN  - Alabama Northern Railway; Ashland Railway
- ABOX - American Rail Box Car Company; Railbox Company; TTX Company
- ABPR - Aberdeen and Briar Patch Railway; Aberdeen, Carolina and Western Railway
- ABPX - Ashland By-Product Coke Company; Animal By-Products Corporation
- ABR  - Athens Lines LLC
- ABRX - Merchants Despatch Transportation Corporation; AB Rail Investments; Railmark Holdings
- ABSX - American Beet Sugar Company; American Crystal Sugar Company
- ABTX - Aubrey Bartlett; North American Car Corporation; General Electric Railcar Services Corporation
- ABWX - Asea Brown Boveri
- ABX  - Adirondack Bottled Gas Corporation; Home Gas Corporation of Great Barrington
- AC   - Algoma Central and Hudson Bay Railway; Algoma Central Railway; Algoma Central Railroad; Algoma Central Railway; Canadian National Railway
- ACAX - Aluminum Company of America; Allied Chemical Canada; Allied Chemical Company; Honeywell International
- ACBL - American Commercial Barge Lines
- ACBX - Scandinavian Oil Company
- ACCX - Ansul Chemical Company; Ansul Chemical Company; Consolidation Coal Company
- ACDX - Allied Chemical Corporation; First Union Properties; Allied Chemical Company; AlliedSignal; Honeywell International
- ACEX - Atlantic City Electric Power Company; Atlantic Cement Company; Blue Circle Atlantic; Ace Cogeneration Company
- ACFX - American Car and Foundry Company; Shippers' Car Line Division of ACF Industries; ACF Industries; General Electric Railcar Services Corporation; General Electric Rail Services Corporation
- ACGX - Acme Gas Corporation; Suburban Propane, LP
- ACIS - Algoma Central Railway; Algoma Central Railroad; Algoma Central Railway; Canadian National Railway
- ACIX - Arkansas Chemicals; Great Lakes Chemical Corporation
- ACJR - Ashtabula, Carson and Jefferson Railroad
- ACJU - American Coastal Lines Joint Venture
- ACL  - Atlantic Coast Line Railroad; Seaboard Coast Line Railroad; Seaboard System Railroad; CSX Transportation
- ACLU - Atlantic Container Line
- ACLX - American Car Line Company
- ACMX - Allis-Chalmers Corporation; Voith Hydro
- ACNU - AKZO Chemie, B V
- ACOU - Associated Octel Company
- ACOX - Aurora Cooperative Elevator Company (grain shippers)
- ACPX - Amoco Canada Petroleum Company; Amoco Oil Company
- ACPZ - American Concrete Products Company
- ACRC - Andalucia and Conecuh Railroad
- ACRX - American Chrome and Chemicals
- ACSU - Atlantic Cargo Services, AB
- ACSX - First Union Properties, Inc.; Honeywell International
- ACSZ - American Carrier Equipment
- ACTU - Associated Container Transport (Australia)
- ACTX - Allied Chemical Company; Honeywell International
- ACUU - Acugreen Limited
- ACWR - Aberdeen, Carolina and Western Railway
- ACWZ - Union Pacific Railroad
- ACXU - Atlantic Cargo Services, AB
- ACXX - Anderson Columbia Company
- ACY  - Akron, Canton and Youngstown Railroad; Norfolk and Western Railway; Norfolk Southern Railway
- ACZX - A C Railroad Service Company
- AD   - Atlantic and Danville Railway; Norfolk, Franklin and Danville Railway
- ADBF - Adrian and Blissfield Rail Road Company
- ADCU - Flexi-Van Leasing
- ADIR - Adirondack Railway
- ADKU - AGA A/S
- ADMX - Archer Daniels Midland
- ADN  - Ashley, Drew and Northern Railway; Arkansas, Louisiana and Mississippi Railroad
- ADRX - Addeleston Recycling Corporation
- ADSX - Andrew Merrilees
- AE   - Arizona Eastern Railroad
- AEC  - Atlantic and East Carolina Railway
- AECX - Associated Electric Cooperative
- AEFR - Aurora, Elgin and Fox River Electric Company
- AEIX - Alan Eslisk
- AEIZ - Farrell Lines
- AEPU - American Lines
- AEPX - American Electric Power Service Corporation
- AER  - Algoma Eastern Railway
- AERC - Albany and Eastern Railroad
- AESX - A. E. Staley Manufacturing; GE Railcar Services Corporation
- AEVX - AKZO Coatings
- AEX  - The Andersons
- AF   - Alabama and Florida Railway
- AFCU - Afram Lines
- AFCX - Atel Capital Equipment Fund
- AFCZ - Afram Lines
- AFEX - Farmers Elevator Company of Arthur, ND
- AFFX - AFFCAR, Inc.
- AFIU - ABS Industrial Verification
- AFIZ - Agmark Foods
- AFLR - Alabama and Florida Railroad
- AFPX - Fibers and Plastics Company (Allied Corporation); Honeywell International
- AFRX - AF Railway Industries
- AFSX - Astoria, LLC
- AFTX - American Freedom Train
- AG   - Abbeville-Grimes Railway; Galveston Railroad; A and G Railroad; The Bay Line Railroad; Galveston Railroad
- AGCR - Alamo Gulf Coast Railroad
- AGCX - Alberta Gas Chemicals; PROCOR
- AGEX - A. G. Pipe Lines; NOVA Chemicals
- AGFX - Anchor Gas and Fuel Company
- AGHX - Agrium US
- AGIX - AGRI Financial Services; AGRI Industries
- AGLF - Atlantic and Gulf Railroad; Knoxville and Holston River Railroad
- AGLX - Andrews Gas Liquids Service; Andrews Petroleum
- AGMX - Terra Nitrogen, LP
- AGPX - AG Processing
- AGR  - Alabama and Gulf Coast Railway
- AGRD - A and G Railroad
- AGRX - Agrifos, LLC
- AGS  - Alabama Great Southern Railroad
- AGW  - Alberta and Great Waterways Railway
- AGYX - American Gypsum Company; Centrex Construction Products
- AHCX - Arcadian Corporation
- AHMX - Altos Homos de Mexico, SA de CV
- AHT  - Alaska Hydro-Train
- AHW  - Ahnapee and Western Railway; Green Bay and Western; Fox Valley and Western; Wisconsin Central; Canadian National Railway
- AHWZ - Fox Valley and Western
- AICX - Hoeganaes Corporation
- AIDU - Albermarle Corporation
- AIEU - Aviation Import Export
- AIIZ - III Transportation
- AINX - TTX Company (Acorn Division)
- AIPX - Atlas Iron Processors
- AITU - Western Intermodal
- AJ   - Alma and Jonquieres Railway
- AJCU - Australia Japan Container Line
- AJPX - North American Chemical Company; IMC Chemicals
- AJR  - Artemus-Jellico Railroad
- AKC  - Arkansas Central Railroad
- AKDN - Acadian Railway
- AKFX - AKF Corporation
- AKLU - K Line
- AKMD - Arkansas Midland Railroad
- AKMX - Helm Financial Corporation
- AKZX - AKZO Nobel Chemicals
- AL   - Almanor Railroad
- ALAB - Alabama Railroad
- ALAX - Lyondell Petrochemical; Equistar Chemicals, LP
- ALBX - Albert City Elevator
- ALCX - Aluminum Company of Canada; Alcan Smelters and Chemicals
- ALEX - AGRI Financial Services; AGRI Industries
- ALGX - Amsterdam Leasing
- ALLX - Alliance Machine Company
- ALLZ - Alliance Shippers
- ALM  - Arkansas, Louisiana and Missouri Railroad
- ALMX - Trinity Rail Management
- ALNX - Government of Alberta
- ALPX - Government of Alberta
- ALQS - Aliquippa and Southern Railroad
- ALRX - A and R Leasing, LLP
- ALS  - Alton and Southern Railway; Alton and Southern Railroad; Missouri Pacific Railroad; Chicago and North Western Railway; St. Louis Southwestern Railway; Southern Pacific Railroad; Union Pacific Railroad
- ALSX - Albis Canada, Inc.
- ALTU - VTG Vereinigte Tanklage U Transportmittel, GMBH
- ALTX - Southern Illinois Railcar
- ALU  - Alcolu Railroad
- ALUX - Alumax of South Carolina
- ALWX - GE Railcar Services Corporation
- ALY  - Allegheny Railroad; Allegheny and Eastern Railroad
- AM   - Arkansas and Missouri Railroad
- AMAX - AMAX Coal Company
- AMBU - Amber Line
- AMBX - Amherst Industries; American Boiler Works
- AMC  - Amador Central Railroad; Arkansas, Louisiana and Mississippi Railroad
- AMCX - Amoco Chemicals Corporation; Amoco Oil Company; BP Amoco Chemical Company (Chemical Division)
- AMCZ - Interbulk
- AMEX - Albamex; Allied Entreprises
- AMFU - Amphibious Container Leasing
- AMGX - AMG Resources Corporation
- AMHR - Amherst Industries; Landisville Railroad
- AMIU - American Marine Industries
- AMIX - Railcar Leasing Specialists
- AMIZ - American Marine Industries
- AMLX - American Railcar Company
- AMMU - Hyundai
- AMMX - Amoco Minerals Company; Kentucky-Tennessee Clay Company
- AMNX - American Railcar Leasing Partners
- AMOX - Amoco Oil Company; BP Products North America
- AMOZ - American Oil Company
- AMPX - GE Railcar Services Corporation
- AMR  - Arcata and Mad River Railroad; Eureka Southern Railroad; North Coast Railroad; Northwestern Pacific Railroad; Southern Pacific Railroad; Union Pacific Railroad
- AMRU - Alaska Marine Lines
- AMRX - Consolidated Oil and Transportation Company
- AMRZ - American Chassis Leasing
- AMSX - AllTrans Management Services Corporation
- AMT  - Agence métropolitaine de transport
- AMTK - Amtrak
- AMTZ - Amtrak
- AMWX - Amway Corporation
- AMXU - Americas Marine Express
- AN   - Apalachicola Northern Railroad; AN Railway; DuPont; Rail Management Corporation
- ANAU - Alliance Navigation Line
- ANAX - Excel Railcar Corporation; GE Rail Services Corporation
- ANBX - Anbel Corporation
- ANC  - Atlantic and North Carolina Railroad
- ANCX - Norit Americas
- ANDX - Andesite Rock Company
- ANIX - Associacion National de la Industria Quimca, A.C.
- ANN  - Anthony and Northern Railway
- ANKX - A and K Railroad Materials, Inc.
- ANR  - Angelina and Neches River Railroad
- ANSX - Ansco Investment Company
- ANY  - Athabasca Northern Railway
- AOCU - Associated Octel
- AOCX - Aluminum Company of America (Alcoa)
- AOEX - American Orient Express Railway
- AOIX - Marathon Ashland Petroleum Company
- AOK  - Arkansas-Oklahoma Railroad
- AOR  - Aliquippa and Ohio River Railroad; Ohio Central Railroad
- AOUX - Alberta and Orient Glycol Company
- APA  - Apache Railway
- APAX - West Penn Power Company; Cimentos Apasco, SA de CV
- APCU - American President Lines
- APCX - Allied Products Company; Allied Lime Company
- APD  - Albany Port District
- APEX - Apex Tank Car Line
- APHX - Air Products Polymers
- APIX - The Commonwealth Plan
- APLU - American President Lines
- APLX - APL Land Transport Services
- APLZ - American President Lines
- APMU - Maersk Lines
- APMX - Air Products Manufacturing Company
- APMZ - Maersk Equipment Service Company
- APNC - Appanoose County Community Railroad
- APOX - Alabama Power Company
- APRX - Air Products and Chemicals Company
- APSX - Arizona Public Service Company
- APTX - Air Products and Chemicals
- APWX - Appalachian Power Company
- APXX - Alberta Prairie Rail Excursions
- AQCX - Aqua-Chem (Celaver Brooks Division)
- AR   - Aberdeen and Rockfish Railroad
- ARA  - Arcade and Attica Railroad
- ARC  - Alexander Railroad
- ARCX - Alaska Rail Car Company; Arizona Rail Car
- ARDP - Missouri Pacific Railroad; Doniphan, Kensett and Searcy Railway; Missouri Pacific Railroad; Union Pacific Railroad
- ARDU - CATU Containers, SA
- ARE  - A and R Line
- AREX - Aeropres Corporation
- ARGX - Associated Railcar
- ARHU - CATU Containers
- ARHX - Arch Mineral Corporation
- ARIX - Arco Industrial Gases (a division of Arco); GE Rail Services Corporation
- ARJX - Arch Chemicals
- ARL - Armour Refrigerator Line (expired)
- ARMH - Missouri Pacific Railroad; Texas-New Mexico Railway; Doniphan, Kensett and Searcy Railway; Missouri Pacific Railroad; Union Pacific Railroad
- ARMN - Missouri Pacific Railroad; Union Pacific Railroad (Union Pacific Chilled Express)
- ARMX - American Rail and Marine Corporation
- ARMZ - Armasal Line
- ARN  - Alberta RailNet
- AROX - GATX Corporation
- ARPX - Arco Petroleum Products Company; BP Products North America
- ARR  - Alaska Railroad
- ARRG - Altra Railroad
- ARRX - Anaconda Minerals Company; Anthracite Railroads Historical Society
- ARSX - Aristech Chemical Corporation; Sunoco
- ART  - American Refrigerator Transit Company
- ARTU - CATU Containers
- ARW  - Arkansas Western Railway
- ARWX - Alabama River Woodlands
- ARZC - Arizona and California Railroad
- AS   - Abilene and Southern Railway; Missouri Pacific Railroad
- ASA  - Atlanta and St. Andrews Bay Railway
- ASAB - Atlanta and St. Andrews Bay Railway; Bay Line Railroad
- ASCX - Algoma Steel Corporation; Armco Steel Company
- ASDA - Asbestos and Danville Railway
- ASDX - Allied Services
- ASFX - American Steel Foundries
- ASGX - Anchorage Sand and Gravel Company; Ash Grove Cement Company
- ASHU - Maritainer France
- ASHX - General American Transportation Corporation; American Soda
- ASLX - Algoma Steamships
- ASML - Atlanta, Stone Mountain and Lithonia Railway
- ASR  - Allegheny Southern Railroad
- ASRW - Allegheny Southern Railway
- ASRX - Amstar Corporation; Domino Sugar Company
- ASRY - Ashland Railway
- ASRZ - Agri/Share Cooperative
- ASTX - Asarco
- ASYX - Avondale Shipyard
- ATAX - Arizona Transit Assembly; Alameda Corridor Transportation Authority
- ATCO - Arnold Transit
- ATCX - Austin and Texas Central Railroad; Southern Illinois Railcar
- ATEX - Asplundh Tree Expert Company (Railroad Division)
- ATGU - Burlington Northern and Santa Fe Railway; BNSF Railway
- ATGX - ATEL Leasing Corporation
- ATIU - Societe Auxillaire De Transport Et D'Industries
- ATIX - Alstom Transportation
- ATLT - AT and L Railroad
- ATLU - American Marine Industries
- ATLX - Atlas Machine and Iron Works
- ATLZ - American Marine Industries
- ATMX - United States Department of Energy (Albuquerque Operations Office)
- ATOU - Atochem
- ATRW - Anthracite Railway
- ATSF - Atchison, Topeka and Santa Fe Railway; Burlington Northern and Santa Fe Railway; BNSF Railway
- ATSU - Atchison, Topeka and Santa Fe Railway
- ATTX - Trailer Train Company; TTX Corporation
- ATW  - Atlantic and Western Railway
- AUAR - Austin Area Terminal Railroad
- AUBX - US Plastic Lumber
- AUG  - Augusta Railroad
- AUNW - Austin and Northwestern Railroad; Austin Railroad
- AUS  - Augusta Southern Railroad; Augusta and Summerville Railroad
- AV   - Alabama and Vicksburg Railway; Illinois Central Railroad
- AVCX - AVCO Aerostructures Division
- AVL  - Aroostook Valley Railroad
- AVLU - Allied Van Lines
- AVR  - Allegheny Valley Railroad
- AW   - Alexandria and Western Railway; Ahnapee and Western Railway
- AWCX - Airco Welding Products
- AWDX - Atlantic of New York
- AWIX - Albright and Wilson Americas
- AWP  - Atlanta and West Point Railroad; Seaboard System Railroad; CSX Transportation
- AWW  - Algers, Winslow and Western Railway
- AWXX - East Carbon Development Company
- AWZZ - McCloud Railway Company
- AXCU - Ace Transportation Company
- AXXZ - Agricultural Express of America
- AYSS - Allegheny and South Side Railroad
- AZCR - Arizona Central Railroad
- AZCX - Azcon Corporation
- AZER - Arizona Eastern Railway
- AZEX - Arizona Electric Power Cooperative
- AZMX - Arizona Railway Museum
- AZS  - Arizona Southern Railroad
- AZXX - Arizona Chemical Company